# 琉Q伝説! もえちん★
『琉Q伝説! もえちん★』（りゅうキューでんせつ もえちん）は、架空のテレビアニメ。日本の企業・ちゅらプランニングが土産物用のキャラクターとして企画・展開している。同社が制作する続編に『琉Q大戦 はぶ×まん』がある。

## 概要
公式サイト上の設定では、琉Qテレビがひっそり深夜に放送していたが低視聴率の為にスポンサーが中途で降板し、後半は作画破綻を引き起こした幻の萌えアニメとされており、全12話+特別編1話のストーリーが紹介されている。このアニメの主人公「もえちん」こと喜屋武萌波（きゃん もなみ）を起用した後述の土産物が他企業と共同開発されており、いわゆる「萌えおこし」の企画と言える。キャラクターデザインは糸永泰子。

## 登場キャラクター
公式ブログ等で登場頻度の高いキャラクターのみを挙げる。これ以外のキャラクターについては公式サイトを参照。
もえちん / 喜屋武 萌波（きゃん もなみ）
主人公。沖縄県石垣市出身で、現在は那覇市小禄在住。琉Q第二中学校に通う14歳。ティーン系アイドルとしても活動。1日1回限定で魔法を使えるが、何故か行く先々で政治的謀略や犯罪に巻き込まれるため事件を解決すべく大人に変身する際に使うことがほとんどである。決め台詞は「ヤナーはみんな、海のモズクと消えちゃえ☆」。
好きな食べ物はちんすこう、はちゃぐみ、スッパイマン。よく行く場所は東江メガネ、ブエノチキン、家電量販店とモノレールの駅。口癖は「だからヨ〜」。
社長（しゃちょう）
もえちんが所属している沖縄の芸能事務所・TG（テーゲー）プロダクションの社長。元は人間だったがある事件で警察に追われる身となり、もえちんの魔法でシーサーに姿を変えられたまま元に戻れなくなってしまった。
ゆータン
もえちんの同級生で、ユタの血を引く電波系の眼鏡っ娘。パイナップルが好物らしく、いつも抱えている。
グル君（グルくん）
もえちんの魔法少女としての才能を見込んでスカウトに来た魔界の使者。普段はもえちんの同級生を装っている。レトロゲームに造詣が深く、各話の予告ではファミコンのネタを必ず披露する。

## 商品展開
他企業との共同開発により、以下の商品が展開されている。いずれの商品も沖縄県内の観光名所を題材にした「沖縄観光案内トレカ」（全10種）がランダムで1枚封入されている。

### 萌える★ちんすこう 琉Q銘菓もえちん★
珍品堂（糸満市）のOEM商品で、同社のミルク味ちんすこう「みるきーの」18個入りパック。ちゅらプランニングと珍品堂の共同開発商品には他に「子宝ちんこすこう」が存在する。

### 萌える★泡盛 琉Q銘酒あわもえ★
請福酒造（石垣市）との共同開発商品。アルコール度数25度、720ミリリットル瓶入りの泡盛。また、2010年2月11日の本商品発売に合わせてヒューマンアカデミー那覇校の学生2名により結成されたユニット・シャノワールが歌うテーマソング「琉Ｑ! キュン×2」も作成された。